# نبرد مارینیانو
نبرد مارینیانو در دوره‌ای از جنگ‌های ایتالیا (۱۴۹۴–۱۵۵۹ میلادی) یعنی جنگ اتحاد کامبره میان فرانسه و کنفدراسیون سوئیس رخ داد. این نبرد در ۱۳ و ۱۵ سپتامبر ۱۵۱۵ میلادی نزدیک شهر امروزی ملنیانو در ۱۶ کیلومتری جنوب شرقی میلان به وقوع پیوست. این نبرد به پیروزی فرانسه انجامید.